# Gare de Saint-Sébastien-Pas-Enchantés
Gare de Saint-Sébastien-Pas-Enchantés vasútállomás Franciaországban, Saint-Sébastien-sur-Loire településen.

## Vasútvonalak
Az állomást az alábbi vasútvonalak érintik:
- Nantes–Saintes-vasútvonal

## Kapcsolódó állomások
A vasútállomáshoz az alábbi állomások vannak a legközelebb:
- Gare de Nantes
- Gare de Saint-Sébastien-Frêne-Rond